# Sterculia amazonica
Sterculia amazonica là một loài thực vật có hoa trong họ Cẩm quỳ. Loài này được E.L.Taylor ex Mondragón mô tả khoa học đầu tiên năm 2005.